# Ладвиг, Марк
Марк Ладвиг (англ. Mark Ladwig; род. 6 мая 1980 года в Фарго, Северная Дакота, США) — американский фигурист, выступающий в парном катании. С Амандой Эворой — двукратный серебряный призёр чемпионата США.

## Карьера
Марк Ладвиг в детстве играл в хоккей, а на фигурное катание переключился в 12 лет. Аманда Эвора его третья партнёрша. С ней Марк выступает в паре с 2002 года. Они выигрывали в 2003 году турнир «Золотой конёк Загреба» и были третьими на турнире «Nebelhorn Trophy» в 2007 году. На национальных чемпионатах их преследовали неудачи вплоть до 2010 года, в сборную команду страны на чемпионаты мира попасть не удавалось. В 2010 году, они выиграли серебряные медали национального первенства и вошли в сборную команду США на Олимпийские игры в Ванкувере.
По окончании сезона 2011—2012 Аманда завершила карьеру и Марк встал в пару с бывшей американской одиночницей Линдси Дэвис
.

## Личная жизнь
Марк Ладвиг женат с 2006 года, а осенью 2009 у него родился сын.

## Спортивные достижения

### Результаты после 2008 года
(с Л.Дэвис)
| Соревнования               | 2012—2013 |
| -------------------------- | --------- |
| NHK Trophy                 | 6         |
| Skate Canada International | 7         |
| Чемпионаты США             | 4         |

(с А.Эворой)
| Соревнования                   | 2008—2009 | 2009—2010 | 2010—2011 | 2011—2012 |
| ------------------------------ | --------- | --------- | --------- | --------- |
| Зимние Олимпийские игры        |           | 10        |           |           |
| Чемпионаты мира                |           | 9         | 11        |           |
| Чемпионаты четырёх континентов |           |           | 6         | 6         |
| Чемпионаты США                 | 4         | 2         | 2         | 3         |
| Trophée Eric Bompard           |           |           |           | 4         |
| Cup of China                   | 4         | 7         | 5         | 4         |
| Cup of Russia                  |           |           | 3         |           |
| Skate America                  |           | 5         |           |           |
| Skate Canada                   | 7         |           |           |           |

### Результаты до 2008 года
(с А.Эворой)
| Соревнования                   | 2002—2003 | 2003—2004 | 2004—2005 | 2005—2006 | 2006—2007 | 2007—2008 |
| ------------------------------ | --------- | --------- | --------- | --------- | --------- | --------- |
| Чемпионаты четырёх континентов |           |           | 5         |           |           |           |
| Чемпионаты США                 | 12        | 10        | 5         | 7         | 4         | 5         |
| Skate America                  |           |           |           | 9         |           | 4         |
| Skate Canada                   |           |           |           | 8         |           |           |
| Nebelhorn Trophy               |           |           | 5         |           |           | 3         |
| Золотой конёк Загреба          |           | 1         |           |           |           |           |

(с К.-Л. Блекинджер)
| Соревнования   | 1999—2000 | 2000—2001 |
| -------------- | --------- | --------- |
| Чемпионаты США | 5N.       | 5N.       |

- N = уроевнь «новичок»